# Villa Klute (Iserlohn)

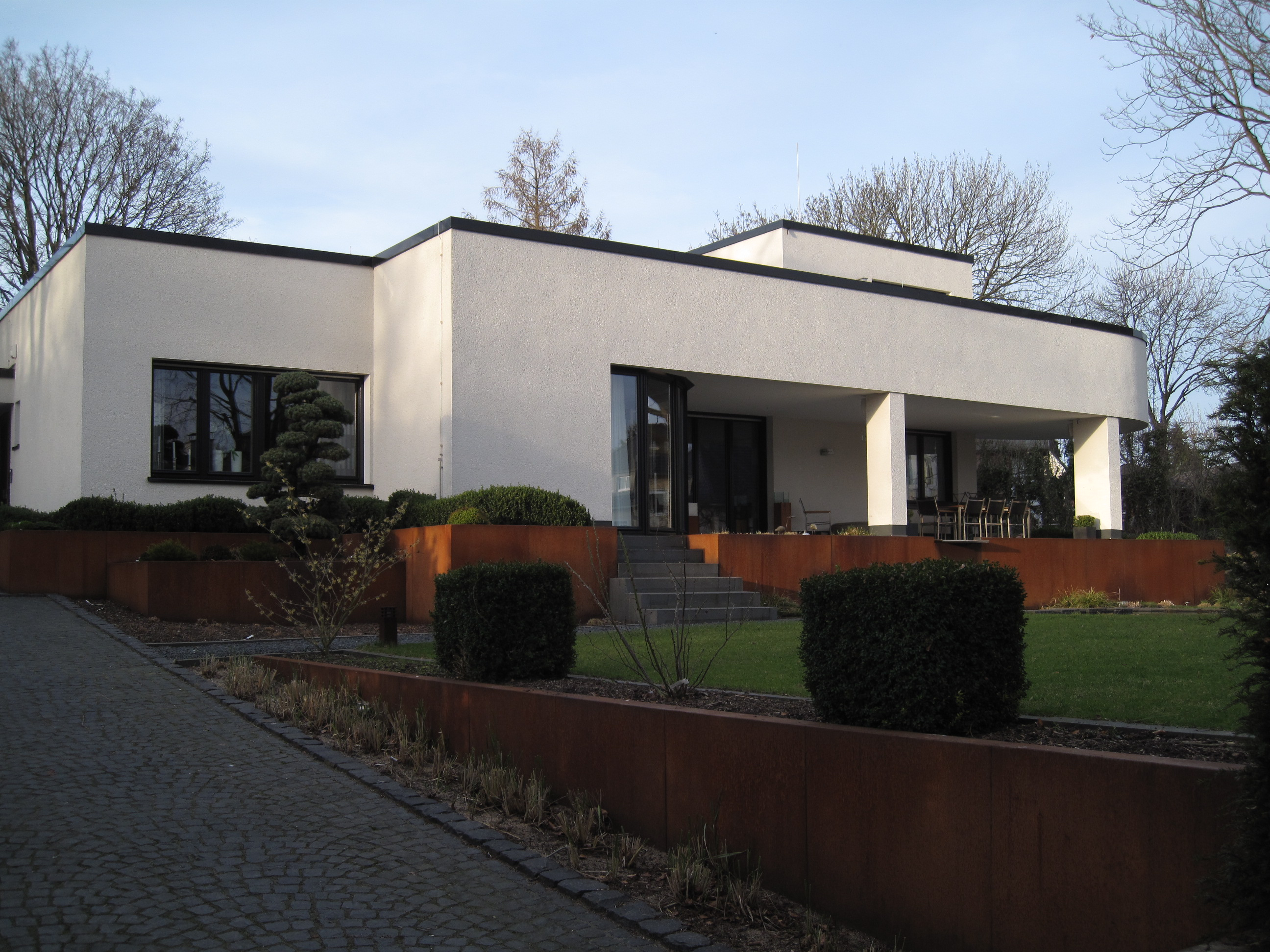
Villa Klute

Die Villa Klute ist ein denkmalgeschütztes Wohnhaus an der Straße An den Sieben Gäßchen 9 in Iserlohn, einer Stadt im Märkischen Kreis (Nordrhein-Westfalen).
Das zurückliegende, eingeschossige Gebäude mit einem Flachdach und Dachaufbau wurde 1930 nach einem Entwurf des Kölner Architekten Manfred Faber, einem Vertreter des Neuen Bauens, für den Fabrikanten Karl Klute errichtet. Die glatten, verputzten Flächen werden durch Rundungen an der Dachterrasse und am großen, vergitterten Wohnzimmerfenster kontrastiert. Vom überdachten Eingangsbereich aus ist es mit klarer Funktionsteilung in gartenseitiges Wohnen und rückwärtiges Hauswirtschaften längs erschlossen.

„Markant an der fließend in die Gartenlandschaft eingebundenen Architektur sind die hohe, in einem über die Bauflucht reichenden Rund endende Terrassenüberdachung und die über einem Kreissegment entwickelte Wohnraumverglasung, vor die ein horizontal betontes, dekorativ gestaltetes Gitter gesetzt ist. Kontrapunktisch zu diesen dynamischen, offensichtlich von Bauten Erich Mendelsohns und Karl Schneiders inspirierten Elementen steht der vertikale Akzent des zweigeschossigen Hausflügels.“